# Estádio Al Nahyan
O Estádio Al Nahyan é um estádio localizado em Abu Dhabi, nos Emirados Árabes Unidos. Possui capacidade total para 11.456 pessoas, e é a casa do time de futebol Al Wahda FC. Foi inaugurado em 1995, passando por reformas em 2019.

## Origem do nome
O estádio recebeu o sobrenome de uma das famílias de maior importância da história dos Emirados Árabes Unidos, os Al Nahyan. Entre eles estão nomes como o de políticos, presidentes e donos de clubes de futebol como Khalifa bin Zayed al Nahyan e Mansour Bin Zayed Al Nahyan, nomes ligados ao futebol com investimentos de quantias de bilhões.

## Copa do Mundo de Clubes 2021

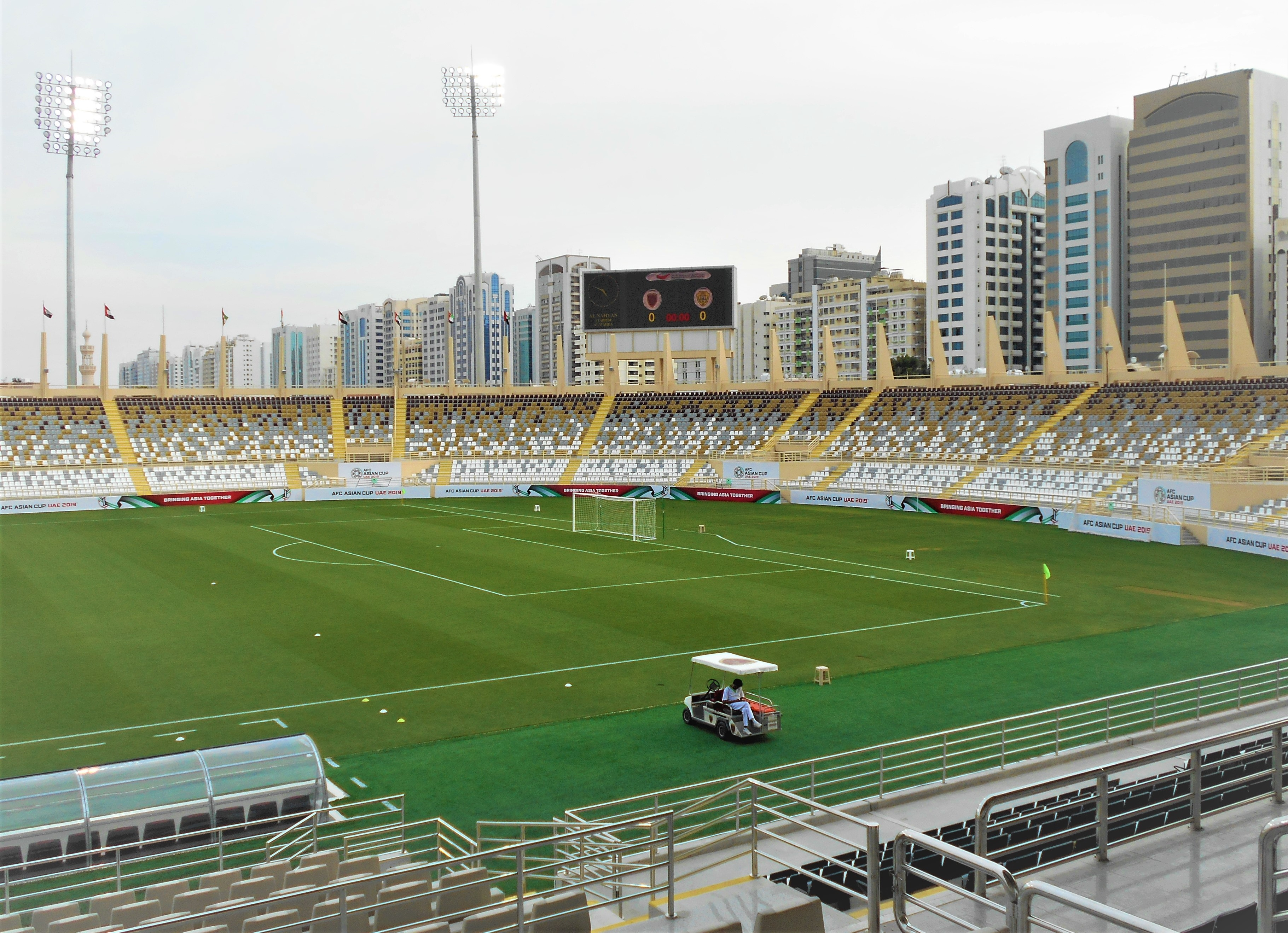
Estádio Al Nahyan durante os preparativos para a Copa do Mundo de Clubes FIFA de 2021

O Al Nahyan é uma das sedes da Copa do Mundo de Clubes da FIFA de 2021, disputada entre os dias 3 e 12 de fevereiro de 2022. O local recebeu uma partida das quartas de final, a disputa do quinto lugar, uma semifinal, e sediará a disputa pelo terceiro lugar.
É o estádio de menor capacidade de público na história a receber jogos da Copa do Mundo de Clubes da FIFA, solução adotada pela FIFA para o melhor gerenciamento das medidas de prevenção contra a pandemia de COVID-19.